# Андский фламинго
А́ндский флами́нго (лат. Phoenicoparrus andinus) — вид птиц семейства фламинговых. Обладает бледно-розовым оперением, с тёмно-красными прожилками на шее и в верхней части груди, светло-жёлтым клювом, чёрный кончик которого распространяется за точку перегиба, и жёлтыми ногами. Маховые перья образуют сзади хорошо заметный чёрный треугольник. Самый крупный фламинго Южной Америки обитает в горных районах юга Перу, Боливии, севера Чили и северо-запада Аргентины. Питается исключительно диатомовыми водорослями на мелководье. Андский фламинго может образовывать колонии с чилийским фламинго и фламинго Джеймса. Строит конусообразные гнёзда из грязи и откладывает яйца с декабря по февраль. В кладке обычно одно яйцо. Окраска птенцов сероватая с узкими чёрными прожилками в верхней части.
Андский фламинго был описан немецким зоологом Рудольфом Амандусом Филиппи в 1854 году. Международный союз охраны природы относит его к уязвимым видам. Во время переписи южноамериканских фламинго 2010 года было отмечено 38 675 особей андского фламинго. Состоит в близком родстве с фламинго Джеймса, Международный союз орнитологов выделяет их в род короткоклювые фламинго.

## Описание
Андский фламинго — крупная птица с телом длиной 102—110 см, по другим данным — 99 см или 100—140 см; самый крупный вид фламинговых в Андах. Масса птиц может достигать 4 кг, размах крыльев — 100—160 см.
Оперение андского фламинго бледно-розовое, почти белое, более тёмное в верхней части; голова, шея и верхняя часть груди — тёмно-розовые или винно-красные. Наиболее тёмными являются верхняя часть груди и нижняя часть шеи. Кроющие перья также розовые; первостепенные, второстепенные и третьестепенные маховые перья — чёрные. У стоящей птицы плечевые перья и перья надхвостья образуют «бахрому» и частично скрывают крылья и хвост. Цвет крыльев становится виден только в развёрнутом виде. У андского фламинго маховые перья образуют сзади хорошо заметный чёрный треугольник, который позволяет отличить данный вид от чилийского фламинго (Phoenicopterus chilensis) и фламинго Джеймса (Phoenicoparrus jamesi). Кроме того, оперение чилийского фламинго более розовое, особенно на спине. Яркая окраска оперения фламинго обусловлена каротиноидами, получаемыми вместе с кормом. Они быстро разрушаются на свету, и в условиях искусственного содержания, если птиц не кормить продуктами, содержащими эти пигменты, они быстро теряют оттенки розового, становясь полностью белыми. Основным пигментом у всех фламинговых является кантаксантин. Линька у представителей семейства очень нерегулярна, подробная информация о линьке представителей данного вида отсутствует.
Молодые птицы имеют сероватое оперение с чёрными отметинами в верхней части. Первостепенные маховые перья — чёрные. По словам Альфредо Уильяма Джонсона (Alfredo William Johnson), их легко перепутать с фламинго Джеймса из-за схожих размеров (длина тела взрослого фламинго Джеймса составляет 90—92 см) и отсутствия розовых перьев на спине. Возможно, местные жители принимают молодых андских фламинго за ещё один вид фламинговых, который они называют «Jetete» (чилийского фламинго местные жители называют «Guaichete», андского — «Tococo», а фламинго Джеймса — «Chururo»).
Все фламинговые обладают сильно изогнутым массивным клювом. Клюв андского фламинго один из самых крупных, хотя и не самый длинный, его длина составляет 10,6—10,7 см, от точки перегиба до кончика клюва — 6,5—7,0 см. Основание клюва окрашено в светло-жёлтый или персиковый цвет, кончик клюва чёрный, в этот цвет, который распространяется за точку перегиба, окрашено до двух третей клюва. Британский зоолог Филип Склейтер, описавший фламинго Джеймса в 1886 году, особое внимание уделил отличиям в строении и окраске клюва андского фламинго и фламинго Джеймса. У андского фламинго надклювье шире, чёрный цвет распространяется дальше, а цвет у основания клюва светлее. Подклювье андского фламинго у́же, чем у представителей рода фламинго (Phoenicopterus). По словам Пенелопы Дженкин (Penelope Margaret Jenkin), своей формой клюв андского фламинго больше всего напоминает клюв малого фламинго (Phoeniconaias minor); эту особенность отметил ещё Филиппи, описавший андского фламинго. Раскраска клюва отличается у различных птиц, что позволяет использовать это свойство для идентификации отдельных особей. Радужка глаза тёмно-коричневая, неоперённая кожа у основания клюва и около глаз винно-красного цвета.
Очень длинные ноги и шея фламинговых, возможно, призваны держать голову птиц подальше от раскалённой земли. Ноги у андского фламинго жёлтые, у родственного фламинго Джеймса — розовые или кирпично-красные, что позволяет легко отличать птиц на близком расстоянии. Передние пальцы соединены перепонкой. Задний палец у представителей обоих видов редуцирован, по этому признаку их объединяют в один род. У обитающего на той же территории чилийского фламинго ноги сероватые, с ярко-розовыми коленями и лапами. У андского фламинго колени и лапы могут быть более яркие, чем остальная часть ноги.
Андские фламинго — довольно тихие птицы, позывки которых, как и других представителей семейства, чаще всего можно услышать около колонии. Вокализация заметно отличается от таковой у чилийского фламинго и фламинго Джеймса. Типичные позывки разделяют на три типа: чистый высокий сигнал, иногда издаваемый сериями; короткое крякание или гудок, ниже и короче, чем у чилийского фламинго, и немного выше, чем у фламинго Джеймса (этот сигнал андские фламинго могут произносить в полёте); тихое и низкое постоянное гоготание, напоминающее вокализацию крякв, которое у чилийского фламинго связано с приёмом пищи.

Внешний вид андского фламинго
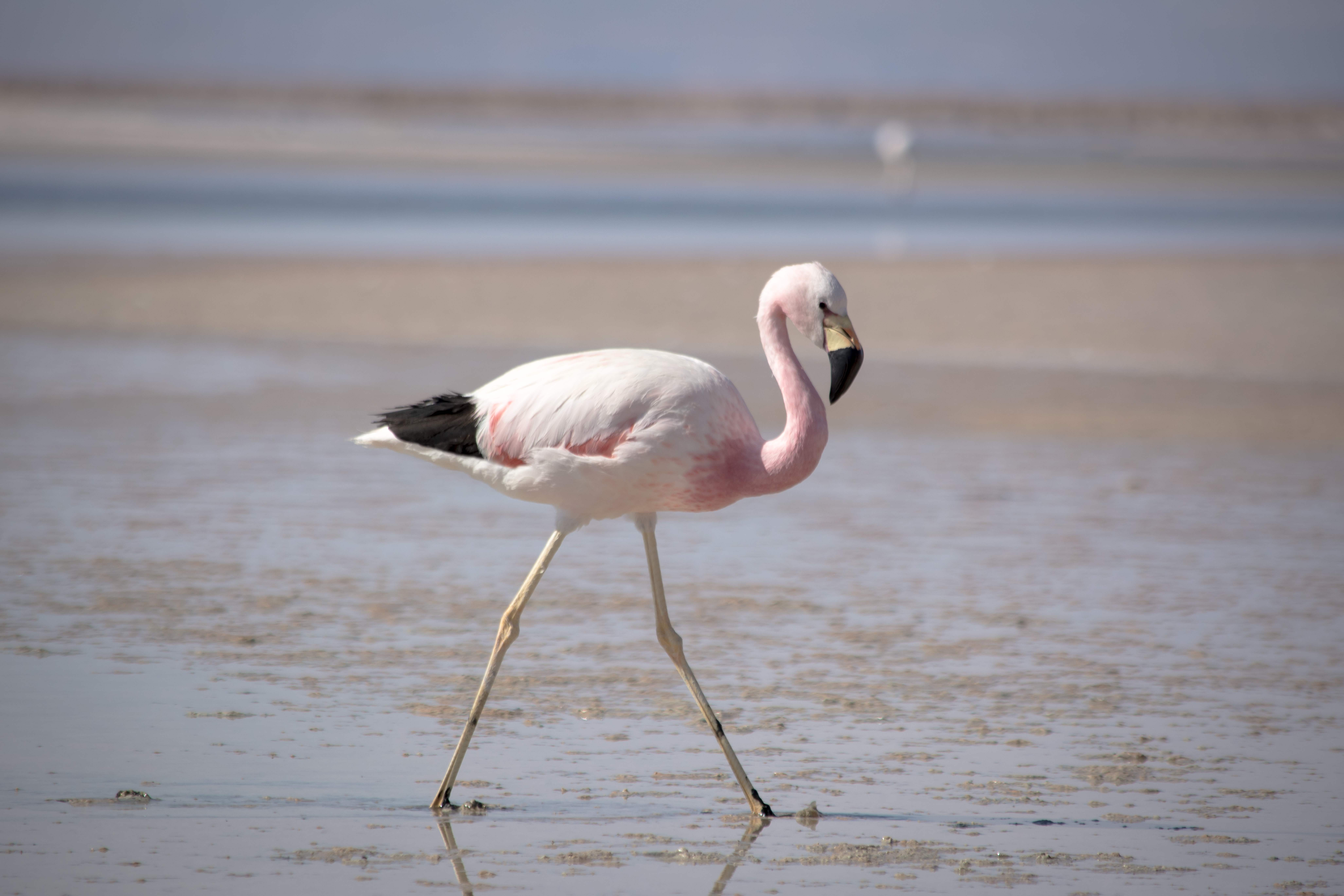
Птица в полный рост
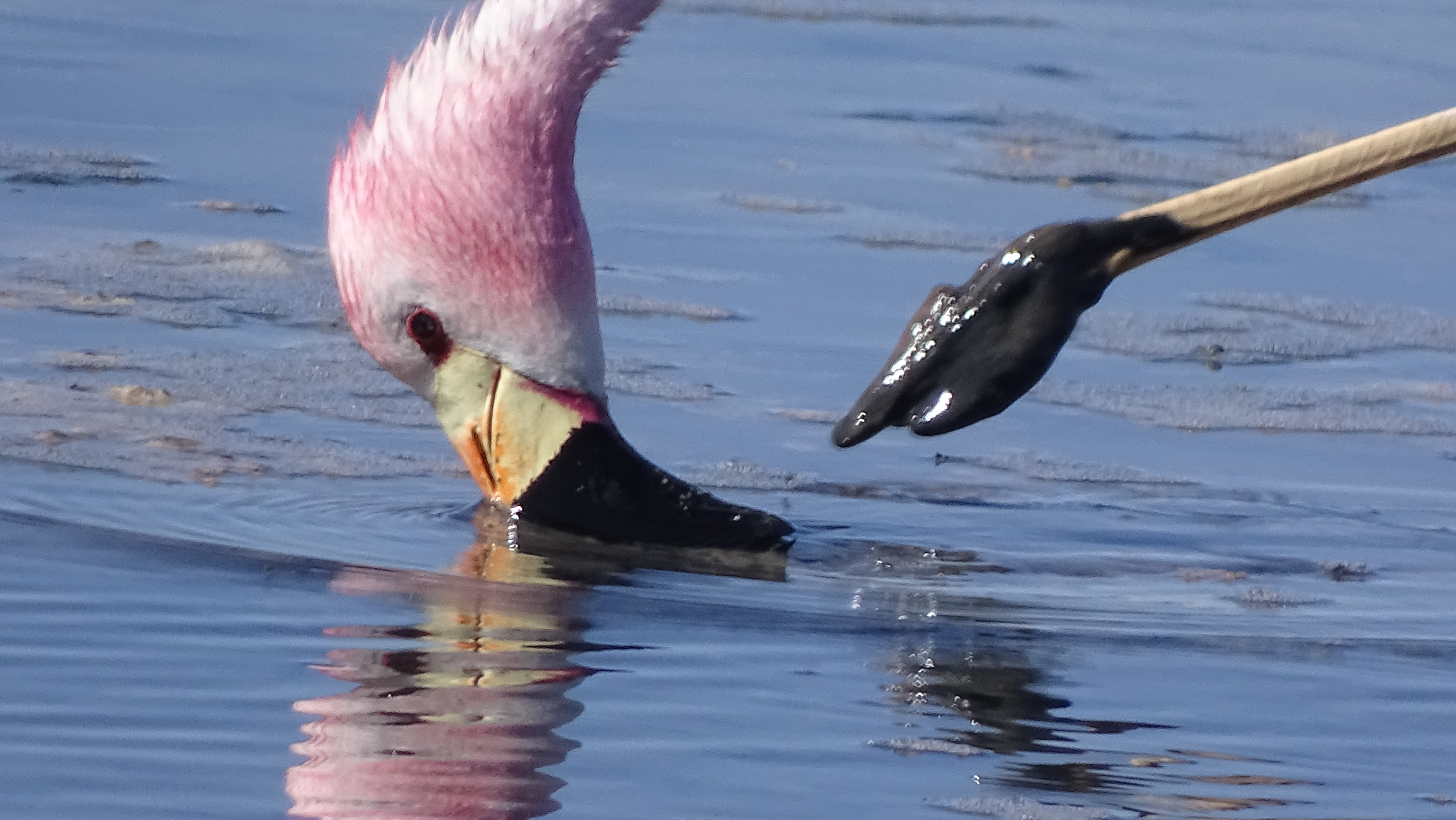
Голова и клюв
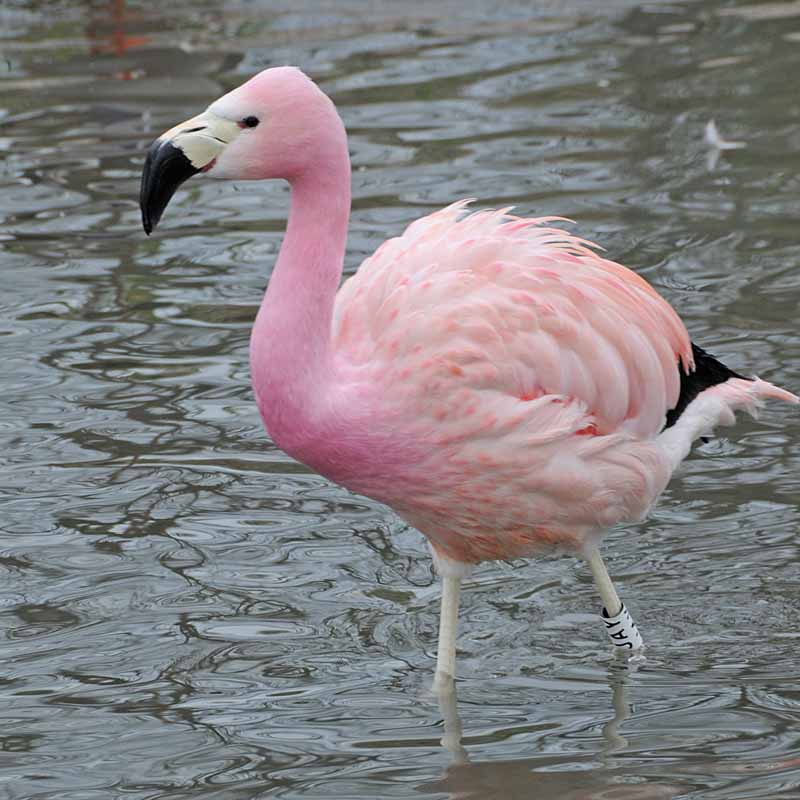
Оперение
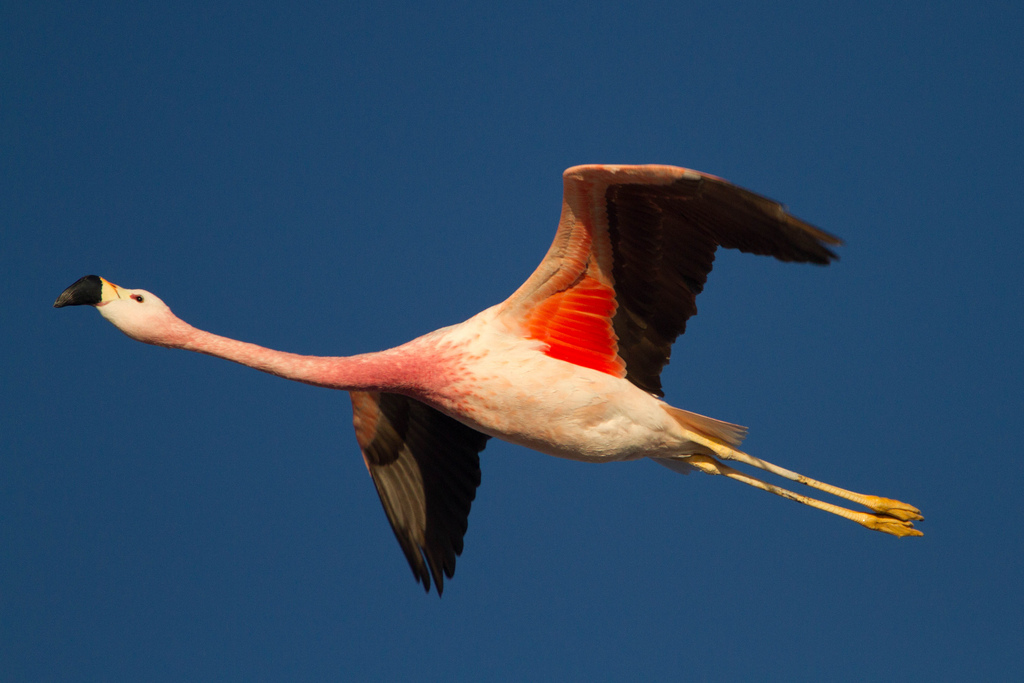
Полёт андского фламинго

## Распространение

### Ареал
Ареал андского фламинго простирается от южного Перу через Боливию до северного Чили и северо-западной Аргентины. На севере Аргентины птицы населяют озеро Мар-Чикита. Изредка их отмечали в Бразилии. Площадь ареала составляет 743 000 км². В ходе летних переписей южноамериканских фламинго 2000 и 2001 годов он был расширен до центральных районов Аргентины. Летом 1997—1998 года около половины всех андских фламинго были отмечены в пяти водно-болотных угодьях на границе Чили, Боливии и Аргентины: Салар-де-Сурире, Лагуна-дель-Негро-Франсиско и Салар-де-Марикунга в Чили, Лагуна-Посуэлос и Лагуна-Вилама в Аргентине. Подобное распределение птиц наблюдалось и ранее. Начиная с 1975 года основные места концентрации андского фламинго в летние и зимние месяцы почти не меняются. Андские фламинго сильнее распределены по территории, чем фламинго Джеймса.
Помимо андского фламинго, в Южной Америке обитают фламинго Джеймса и чилийский фламинго. Фламинго Джеймса, так же как и андский фламинго, в основном встречается на высокогорных озёрах. Эти два вида редко можно встретить за пределами Альтиплано — высокогорного плато между западными и восточными хребтами Анд, богатого озёрами. По сравнению с андским фламинго фламинго Джеймса предпочитает более мелкие водоёмы, расположенные более высоко в горах. Оба вида не селятся на водоёмах, у которых дно сложено твёрдыми породами. Вместе с тем некоторые исследования показывают, что разделение подходящих для фламинго Джеймса и андского фламинго водоёмов исключительно по их глубине не всегда корректно. Чилийский фламинго широко распространён на всём юге Южной Америки, его ареал включает территорию от Перу до архипелага Огненная Земля. Во время экспедиции Джонсона в 1957 году в Чили исследователи отметили, что в южной части чилийские фламинго преобладают над андскими, но по мере продвижения на север последних становится заметно больше.

### Среда обитания
Андские фламинго обитают высоко в горах, высота над уровнем моря колеблется от 2300 до 4500 м. В основном птиц отмечают в высокогорных экологических регионах Альтиплано и пуна, но в небольшом количестве они опускаются намного ниже этого уровня. При этом озеро Мар-Чикита, где регулярно отмечают андского фламинго, расположено на высоте 100 метров над уровнем моря.
Для регионов, в которых обитают андские фламинго, характерен сухой холодный климат с сильными ветрами и ярким солнцем. Дневные колебания температур очень высоки. Зачастую осадки включают снег и град. В Лагуна-Вилама в Аргентине годовое количество осадков не превышает 100 мм. Во время летней экспедиции Джонсона в конце января 1957 года в один из дней, возвращаясь от гнездовой колонии фламинго в Лагуна-Колорада в Боливии, учёные попали в грозу, которая перешла в проливной дождь, затем в град и позднее в снег. На протяжении экспедиции температура воды на большей части озера составляла 12 °C, pH — 8—9. На северо-востоке озера расположены горячие источники вулканического происхождения, температура воды в этой части составляла около 22 °C, pH — 5—6. В зимнее время температура воздуха может опускаться до −30 °C. Состав воды: хлорид натрия — 59,32 грамма на литр, сульфат натрия — 21,41, сульфат магния — 2,85. Эти же соли образуют корку по краям озера и на дне. На озёрах Поопо и Уру-Уру в Боливии средняя годовая температура не превышает 10 °C, а годовое количество осадков составляет 346 мм.
В регионе пуна солёные озёра можно разделить на две группы: глубокие озёра средней солёности, на которых обитают водоплавающие птицы, преимущественно утки, лысухи, поганки, и неглубокие сверхсолёные озёра, на которых обитают фламинго. Озёра могут быть покрыты солёной или гипсовой коркой, под которой находится жидкая грязь. Обычно глубина водоёмов не превышает одного метра. Зачастую они являются остатками более крупных озёр, сохранившихся в регионе с плейстоцена. Останки андского фламинго, обнаруженные на границе солончака Салар-де-Атакама, относятся к 3000—2200 годам до настоящего времени, когда климатические условия в регионе уже были схожими с современными.

### Миграция
В летние месяцы андского фламинго наблюдают высоко в горах и в регионе пуна. В зимние месяцы птицы совершают высотные кочёвки и спускаются на равнины в Аргентине и на побережье в Перу. Хотя перемещения фламинговых во многом хаотичны, южноамериканские виды показывают сезонную зависимость в дискретных перемещениях между озёрами. Многие места зимовок андского фламинго ещё неизвестны, численность птиц во время летних переписей заметно превышает таковую во время зимних месяцев (иногда до 71 % процента). Такие различия могут объясняться сложностью подсчёта различных видов фламинго, особенно андских фламинго и фламинго Джеймса, на территориях, где доминируют чилийские фламинго.
Зимой 2000 года на озёрах Поопо и Уру-Уру в пуне было отмечено 8924 особи андского фламинго. Вместе с 4170 птицами в равнинной части Аргентины это составляло 39 % от общей численности андского фламинго. На горных водоёмах Салар-де-Сурире, Салар-де-Уаско, Салар-де-Копоса и Салар-де-Атакама оставалось 3500—4500 андских фламинго. В сентябре 2001 года на озёрах Поопо и Уру-Уру было зафиксировано 8479 особей. В ходе ежемесячных наблюдений на этих озёрах с января 2005 года по октябрь 2006 года больше всего андских фламинго было отмечено в мае и июле 2006 года — 3323 и 3212 особей соответственно. Рекордные показатели на озёрах Поопо и Уру-Уру были зафиксированы летом, в декабре 1972 года было отмечено около 18 тысяч птиц. Схожее распределение наблюдалось на Лагуна-Посуэлос в Аргентине, где андских фламинго наблюдали круглый год, а больше всего птиц отмечали весной, когда они перемещались через озеро на север. В частности, в декабре 2009 года и сентябре 2010 года на озере отмечали 63 % и 87 % от всей популяции андского фламинго соответственно. В равнинных районах Аргентины андских фламинго также отмечают на протяжении всего года, но если летом 2010 года было отмечено 19 особей, то зимой — 2587 особей андского фламинго. Схожие показатели были отмечены в этом регионе, включая Мар-Чикита и Мелинкуэ, и во время других переписей.
В горах в районе Лагуна-Вилама и окрестных озёр в январе 1997 года было отмечено свыше 2600 особей андского фламинго, а в январе 1998 года — свыше 1200 особей, хотя в другое время года количество птиц не превышало 100. Лагуна-Вилама и окрестные озёра в Аргентине перемерзают в зимние месяцы. Возможно, птицы, которые устраивают гнездовые колонии в Лагуна-Колорада, отправляются питаться в Лагуна-Вилама, которая расположена всего в 100 км от неё.

Места обитания андского фламинго
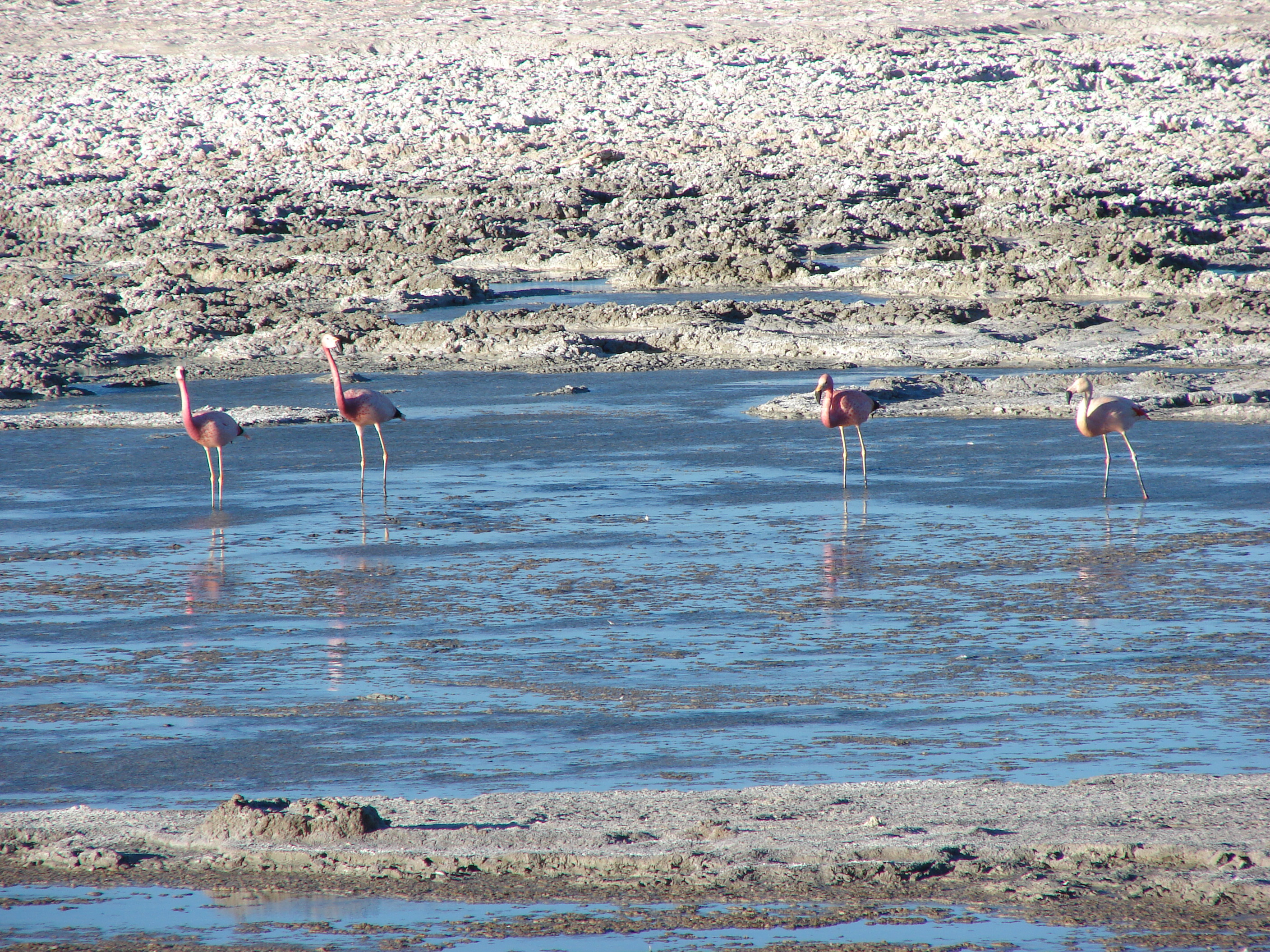
Салар-де-Педерналес[англ.] в Чили
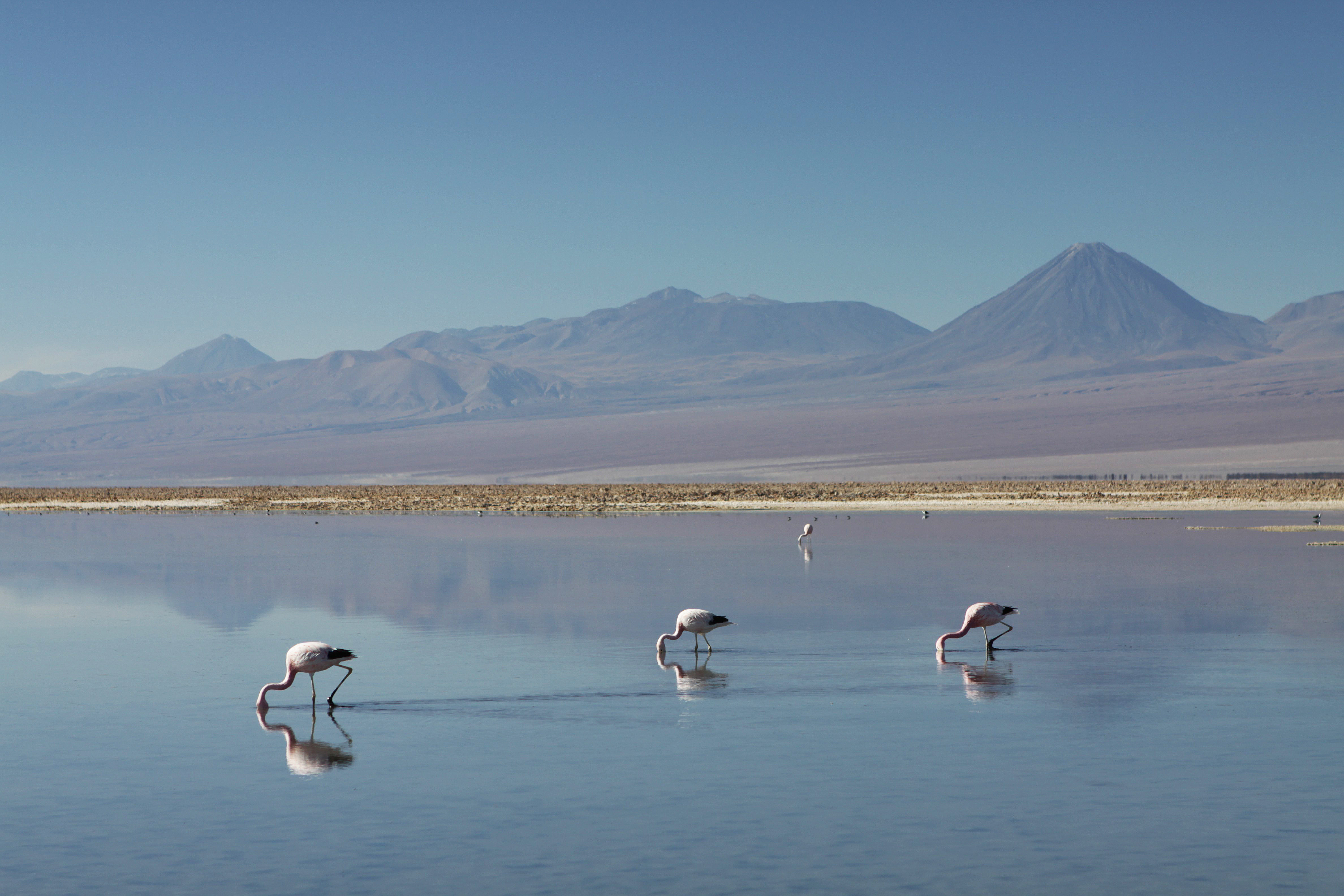
Салар-де-Атакама в Чили
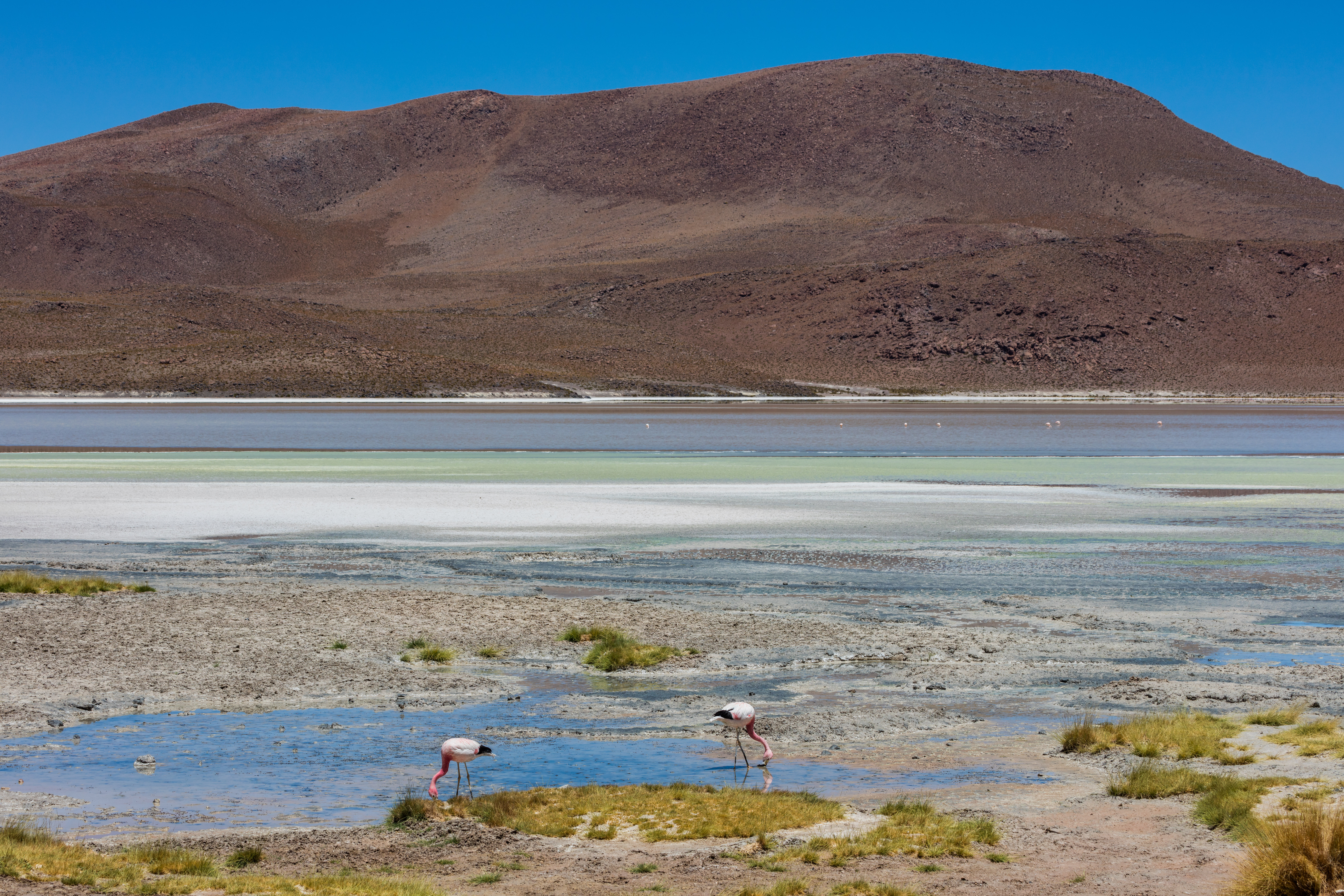
Лагуна-Эдионда в Боливии
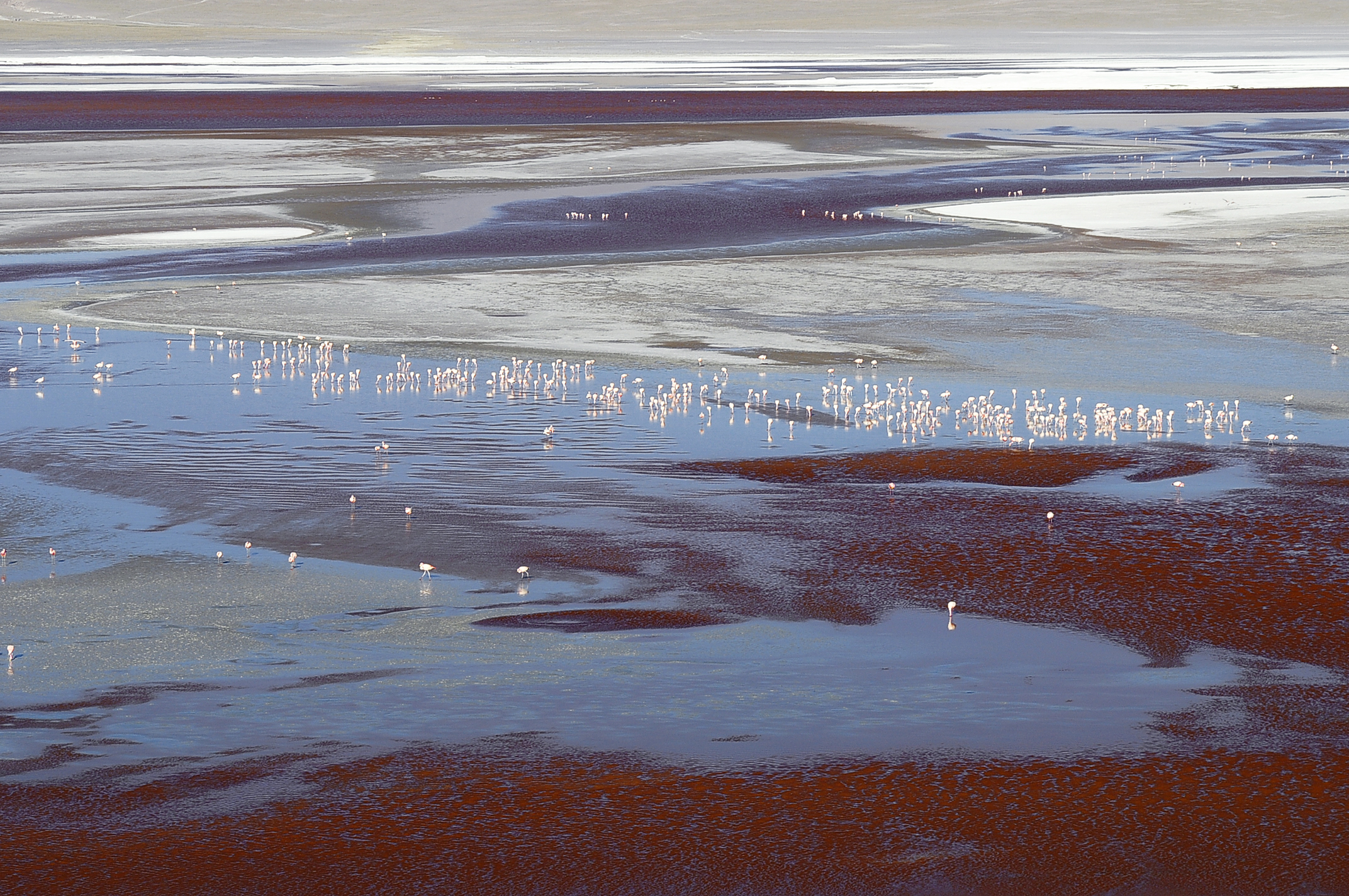
Лагуна-Колорада в Боливии

## Питание

### Рацион
Основу рациона андского фламинго составляют диатомовые водоросли, особенно представители рода Surirella. Стюарт Хёльберт (Stuart Hurlbert) писал: «Корреляция между их распространением настолько сильная, что любой, кто хочет получить экземпляр живой Surirella в Центральных Андах, лучше всего обнаружит их с помощью птичьего бинокля!» («англ. The correlation between their distributions is sufficiently strong that anyone wishing to collect quantities of live Surirella in the Central Andes could best locate these diatoms by means of a birding telescope!»).
Исследование желудков птиц, подстреленных экспедицией Джонсона, показало наличие в них более 20 видов диатомовых водорослей и большого количества песка, при этом остатки более крупных организмов в желудках отсутствовали. Исследователи не разделяли южноамериканских фламинго по видам. В январе и феврале 1979 года в ходе экспериментов на маленьком солёном озере Пурипика-Чико (исп. Lago Puripica Chico) на крайнем юго-западе Боливии в районе Салар-де-Чалвири учёные изолировали от птиц участки, богатые Surirella, в особенности Surirella wetzeli, на которых питались исключительно андские фламинго. На озере наблюдались все три вида южноамериканских фламинго: фламинго Джеймса (около 65 %), андский фламинго (около 30 %) и чилийский фламинго (остальные). Их плотность при этом была примерно в 10 раз меньше, чем плотность малого фламинго в африканских колониях. В течение первых трёх недель из-за обильных осадков уровень воды на участках был высок, и андские фламинго не питались на аналогичных контрольных участках, но после того, как птицы вернулись на них, картина существенно поменялась. На контрольных участках биомасса Surirella составляла к концу эксперимента 81,5 %, а на изолированных участках — 89,4 % (до эксперимента — 74,1 и 73,3 % соответственно). На контрольных участках биомасса диатомовых водорослей размером менее 100 мкм составляла 7,3 %, в то время как на изолированных участках — 15,5 % (до эксперимента — 25,4 и 22,2 % соответственно). Возможно, такие результаты связаны не только с питанием андского фламинго, но и с его дефекацией, а также с тем фактом, что птицы поднимают придонный слой ногами, когда питаются на участке.

### Добыча пищи
У малых и короткоклювых фламинго, в том числе у андского фламинго, надклювье заметно у́же подклювья. В схлопнутом виде стороны клюва плотно прилегают друг к другу, а щель между подклювьем и надклювьем расположена горизонтально. По краям клюва находятся пластинки, которые ограничивают рацион мелкой пищей. У андского фламинго крайние пластинки верхней челюсти выступают через щель, у основания клюва они напоминают гребни, расположенные перпендикулярно линии клюва, а на конце — крюки, загнутые под острым углом внутрь. Пластинки нижней челюсти и внутренние пластинки верхней челюсти имеют листообразную форму и направлены к середине клюва. У андского фламинго в промежутке между крайними пластинами верхней челюсти может находится от одной до трёх внутренних пластин, а у фламинго Джеймса — только одна. В 1957 году, когда Дженкин опубликовала подробное исследование цедильного аппарата фламинговых, детальное описание языка андского фламинго отсутствовало. Согласно исследованиям 2002 года, на языке андского фламинго, как и у фламинго Джеймса, расположено 20 шипов, размеры которых варьируют от 1,0 до 1,5 мм.
Андские фламинго собирают корм со дна. На озере Мар-Чикита андские фламинго питались в одних группах с чилийскими, но никогда не объединялись с фламинго Джеймса, которые также присутствовали на озере.
28 июня 1976 года птиц отметили на озере Паринокочас в Перу на высоте 3100 метров и в 100 км от тихоокеанского побережья, где все три вида южноамериканских фламинго питались среди крупного рогатого скота. Хёльберт предположил, что скот оставлял растительность в таком состоянии, которое способствовало появлению достаточного корма для фламинго.

Питание андского фламинго
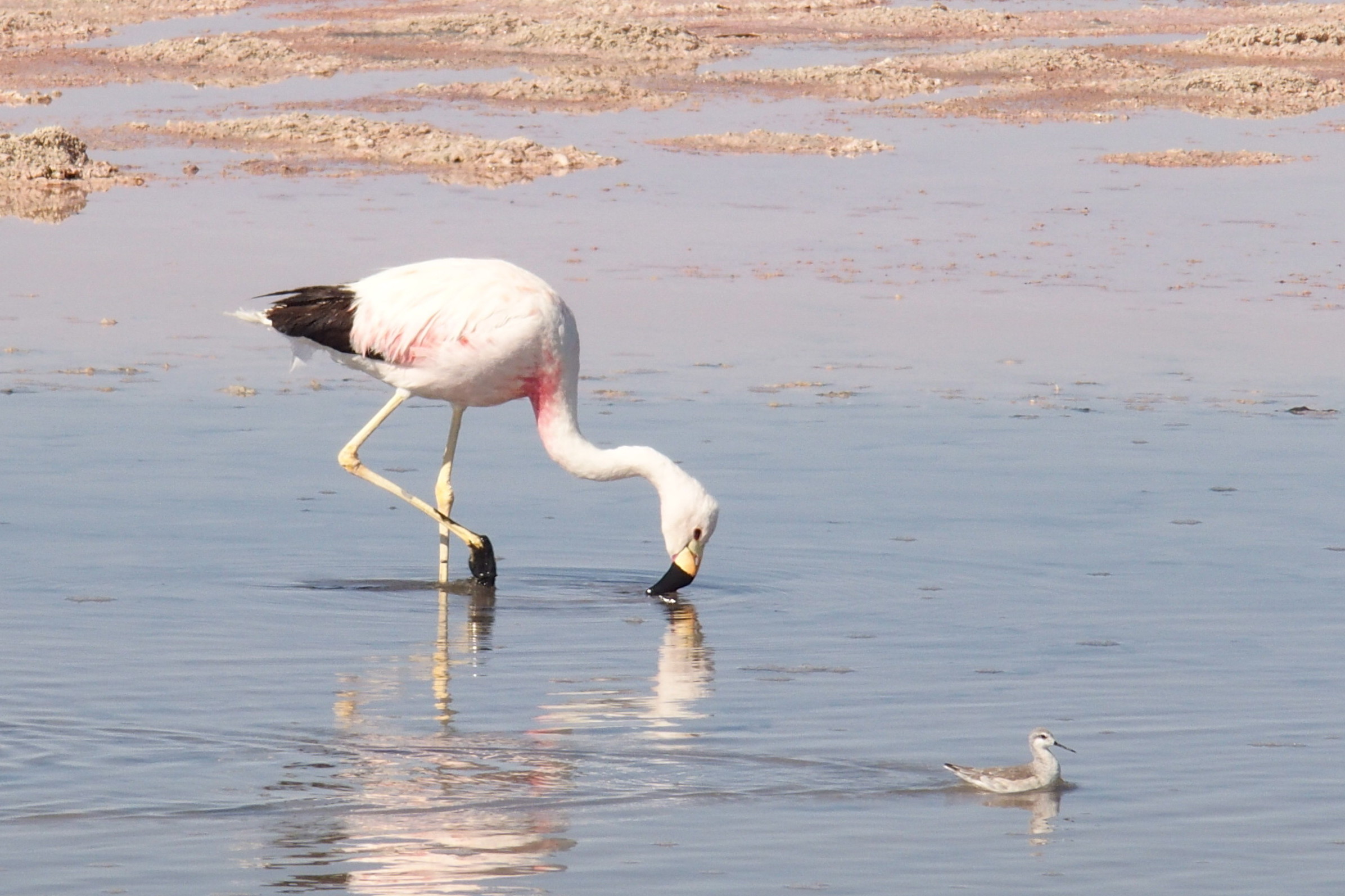
Вместе с плавунчиком
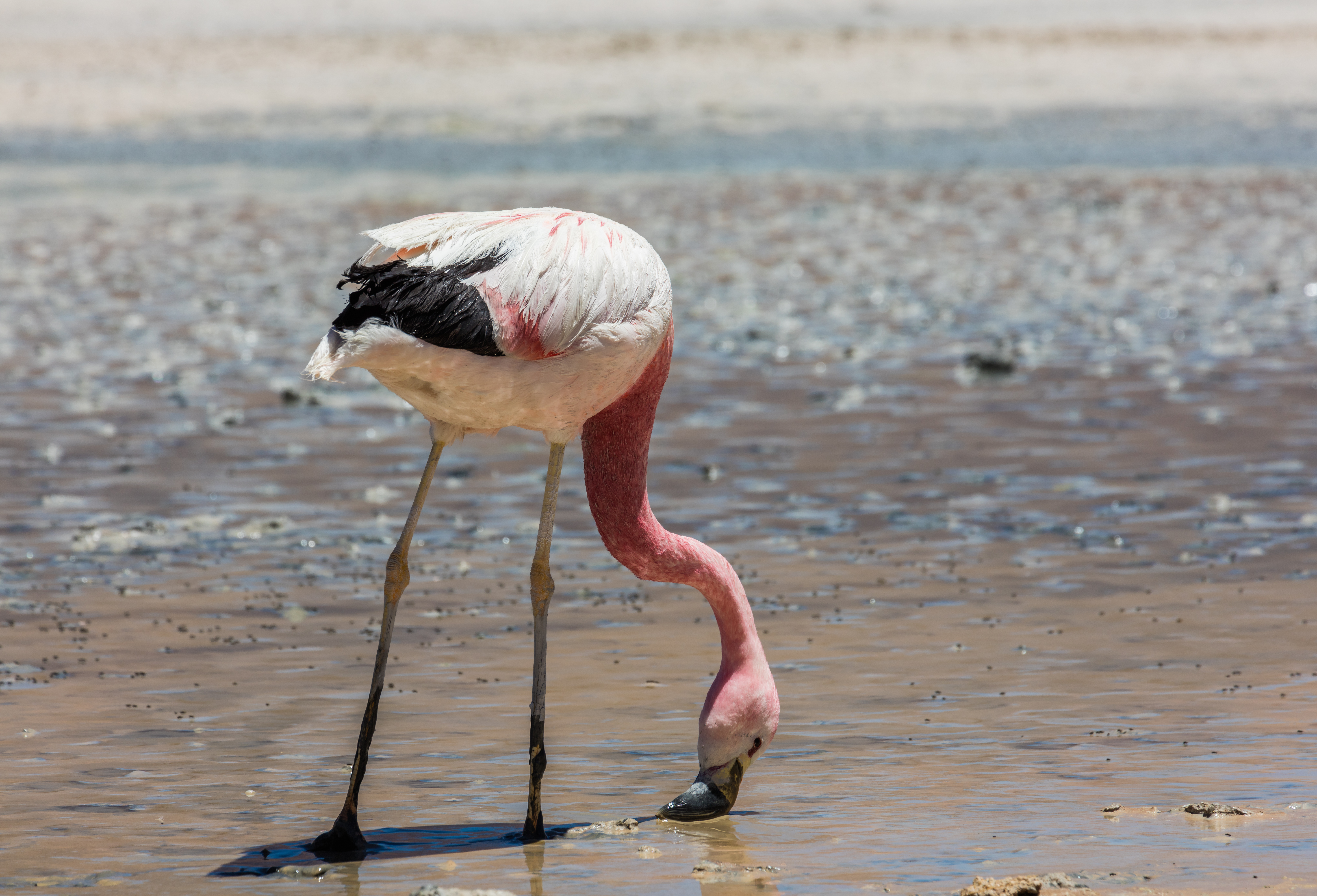
На мелководье
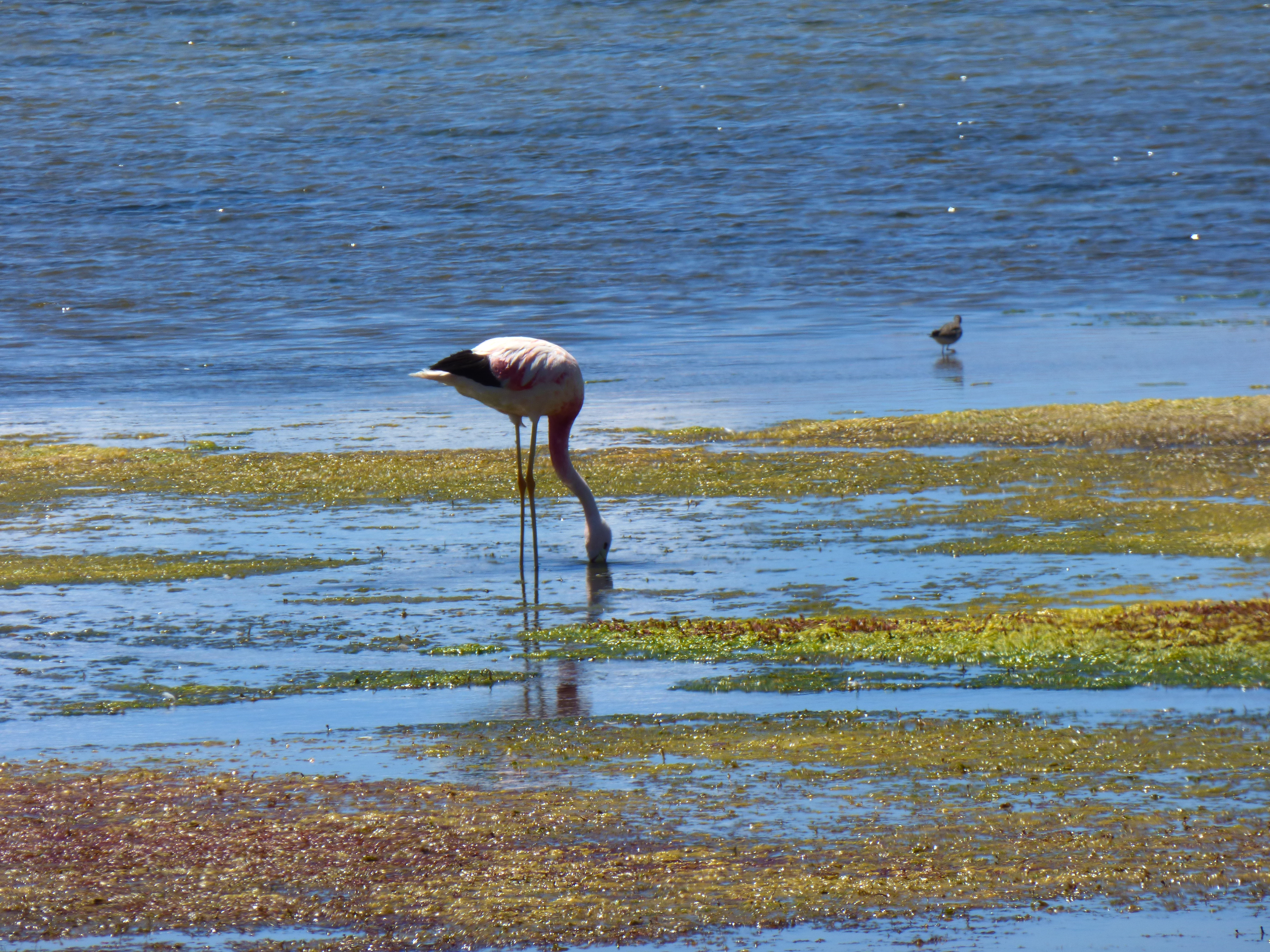
Добывает корм со дна

## Размножение
Сезон размножения андского фламинго в Чили и Аргентине приходится на период с декабря по февраль. В Боливии яйца и птенцы были отмечены в конце января.

### Гнёзда и гнездовые колонии
Гнездовые колонии андские фламинго устраивают на высоте 3000—4000 метров над уровнем моря, где температура может опускаться ниже нуля. Известно только 10 районов, в которых андский фламинго устраивает свои колонии. Основными являются Лагуна-Колорада в Боливии, Лагуна-де-Салинас в Перу и Салар-де-Атакама в Чили. Наиболее многочисленной, возможно, является колония на Салар-де-Атакама в Чили. Кроме того, колонии фламинго были отмечены в Лагуна-Брава в Аргентине, где появление андского фламинго связывают с Эль-Ниньо. В марте 2001 года в Аргентине было отмечено 223 птенца.
Андский фламинго может формировать смешанные колонии с чилийским фламинго, фламинго Джеймса или с ними обоими. Размеры колоний достигают нескольких тысяч особей. Гнездовые колонии расположены на островках солёных водоёмов глубиной до 1 метра с мягким дном. Важным фактором является наличие подходящего острова в водоёме. Хёльберт отметил, что в Лагуна-Колорада гнёзда фламинго были защищены от наземных хищников участками очень мягкой и глубокой грязи, в то время как на Пурипика-Чико островки с гнёздами были отделены водой глубиной не более 10 см. В желудках андских лисиц (Lycalopex culpaeus) были обнаружены остатки фламинговых, но идентифицировать конкретный вид не представлялось возможным.
Гнездо фламинговых представляет собой усечённый конус с небольшим углублением вверху. В Лагуна-Колорада экспедиция Джонсона обнаружила гнёзда из грязи высотой около 10 см и диаметром 45—50 см у основания и 28—30 см сверху. Расстояние между гнёздами составляло 6—8 см. Отличить гнёзда одного вида от другого не представлялось возможным. Члены его экспедиции фиксировали гнездо с идентифицированными птицами, а затем добирались к нему и измеряли яйцо. Они смогли идентифицировать 18 гнёзд фламинго Джеймса, 14 гнёзд андского фламинго и 13 — чилийского. Гнёзда разных видов фламинго располагаются в произвольном порядке и не сгруппированы по видовой принадлежности.

### Брачное поведение
В брачном поведении фламинго обязательны элементы группового «танца». Репродуктивные инстинкты птиц срабатывают только в условиях массовости — с этой проблемой сталкивались зоопарки, в которых небольшие группы птиц не хотели размножаться. Брачные ритуалы фламинго укрепляют пару и синхронизируют размножение во всей гнездовой колонии. Наблюдение за групповыми «танцами» фламинго позволило разделить ритуальные позы и движения на три типа: демонстрация головы, крыльев и движения. Кори Джон Линдгрен (Cory John Lindgren) и Саймон Пикеринг (Simon Pickering) во время исследований андского фламинго в неволе выделили пять видов демонстрации головы, три вида демонстрации крыльев и четыре вида демонстрации движения, которые птицы могут комбинировать между собой. В частности, во время «марша» андские фламинго могут вытягивать шею или изгибать её. Демонстрации движения часто включают большое количество птиц: «марш» может совершаться группой от трёх птиц, в «параде» участвует 10—15 особей, и только ложное кормление осуществляется в парах или одиночными птицами.
Спаривание, во время которого самка нередко вынуждена упираться клювом в субстрат, происходит на мелководье либо на суше. Предположительно, птицы моногамны.
Линдгрен и Пикеринг наблюдали агрессивное поведение андских фламинго по отношению к своим сородичам. Такие столкновения могут приводить к крови. Ранее Хёльберт наблюдал несколько столкновений между фламинго Джеймса и андскими фламинго.

### Яйца и птенцы
В кладке одно яйцо вытянутой формы. По данным экспедиции Джонсона, у андского фламинго размеры яиц 80,9—90,9 мм на 52,8—57,2 мм (у фламинго Джеймса — 78,1—87,8 мм на 48,4—55,2 мм, у чилийского фламинго — 87,6—100,0 мм на 50,0—56,5 мм). Со временем учёные смогли легко отличать яйца разных видов. Инкубационный период у фламинговых составляет 27—33 дня, у андского фламинго продолжается 28 дней. По словам Джонсона, чтобы сесть на гнездо, птицы встают над ним, раздвигают ноги шире и падают на него, после чего устраиваются поудобнее, подгибая под себя ноги.
Только что вылупившиеся птенцы фламинго зрячие и активные, похожи на гусят. Они покрыты густым пухом, у них короткий клюв и толстые короткие ноги. Через две недели клюв начинает постепенно изгибаться. В возрасте четырёх недель первый пух сменяется вторым пуховым нарядом, более тёмным. В пищеводе родителей формируется питательная смесь — «молочко», по питательной ценности не уступающее молоку млекопитающих. Такой смесью, в состав которой, помимо всего прочего, входят кровь и лимфа, взрослые выкармливают потомство первые две недели (подобный способ кормления также характерен для пингвинов и голубей). Впоследствии молочко заменяется наполовину переваренной пищей, вскармливание продолжается вплоть до того, как птенцы начинают летать. К концу второго месяца молодые особи делают первые попытки добыть корм, хотя их клюв ещё недостаточно развит для этого. На 65—75-й день молодые фламинго приобретают способность к полёту, к этому времени у них окончательно формируется и цедильный аппарат.
Взрослое оперение птицы приобретают на третьем году жизни. Во время зимней переписи 2000 года менее 1 % всех андских фламинго имели ювенильный наряд. Молодые особи были отмечены на нескольких водоёмах в Перу.
Продолжительность жизни фламинговых составляет 20—50 лет.

Размножение андского фламинго
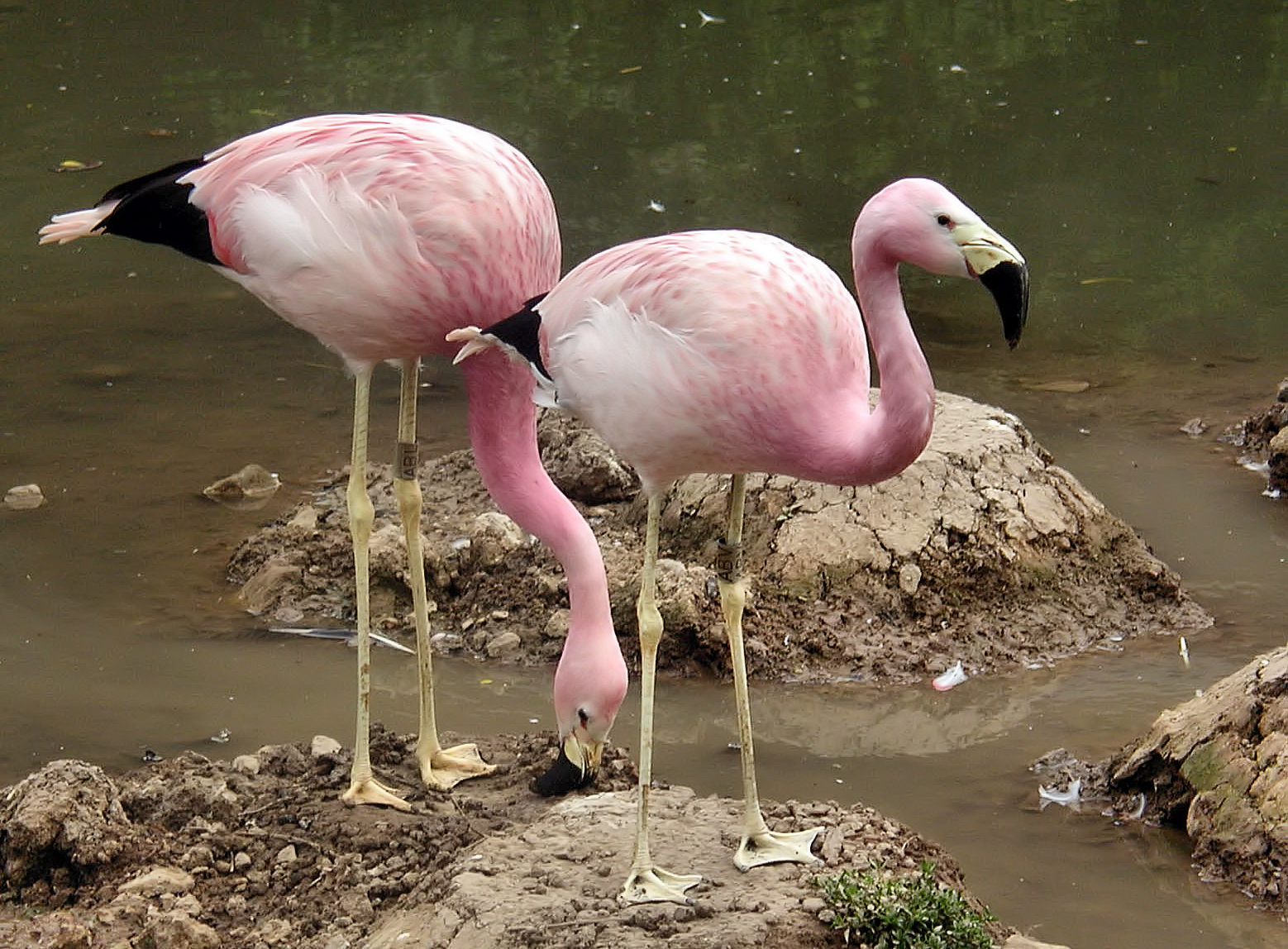
Несколько гнёзд рядом
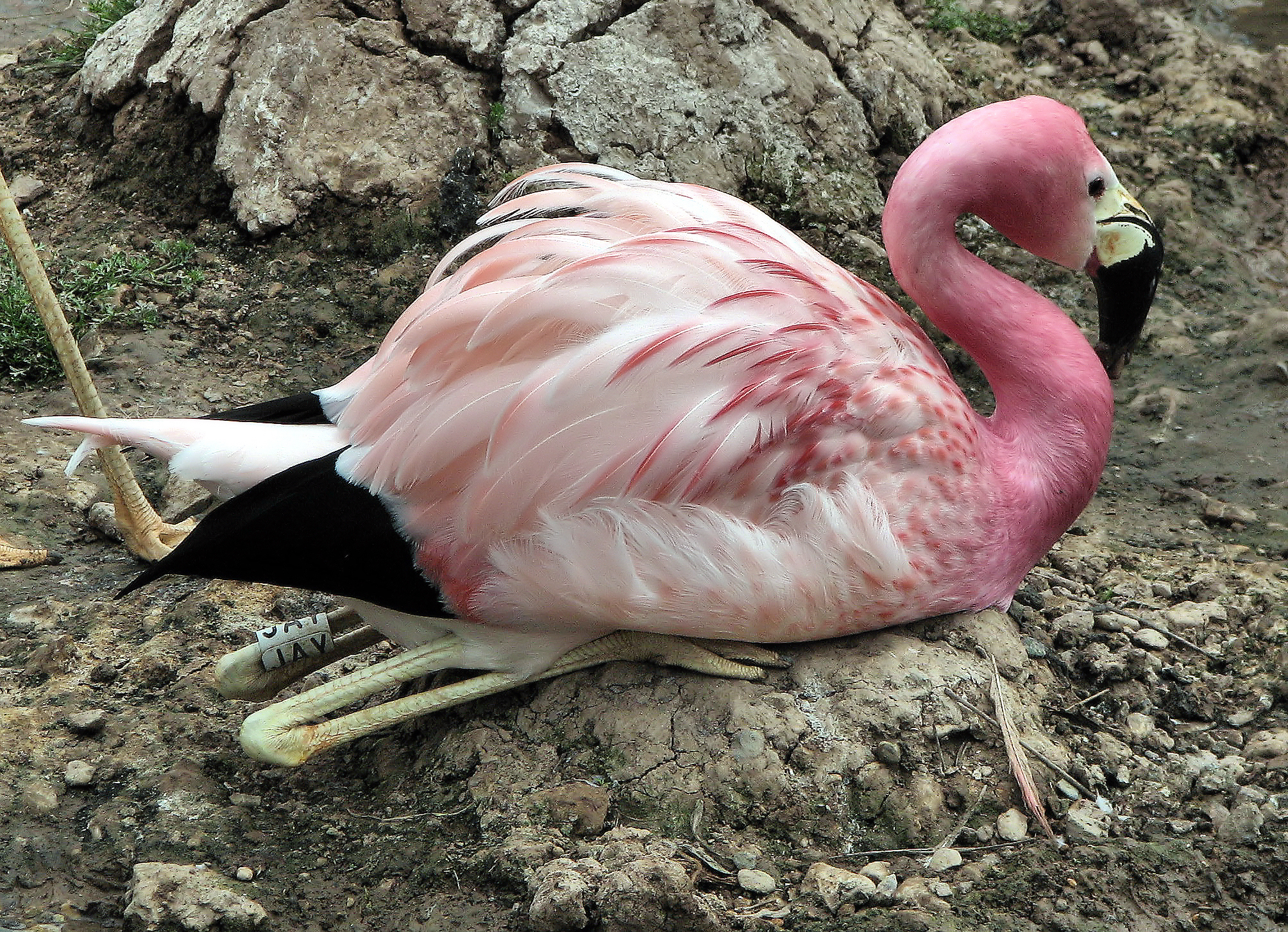
Птица сидит на гнезде
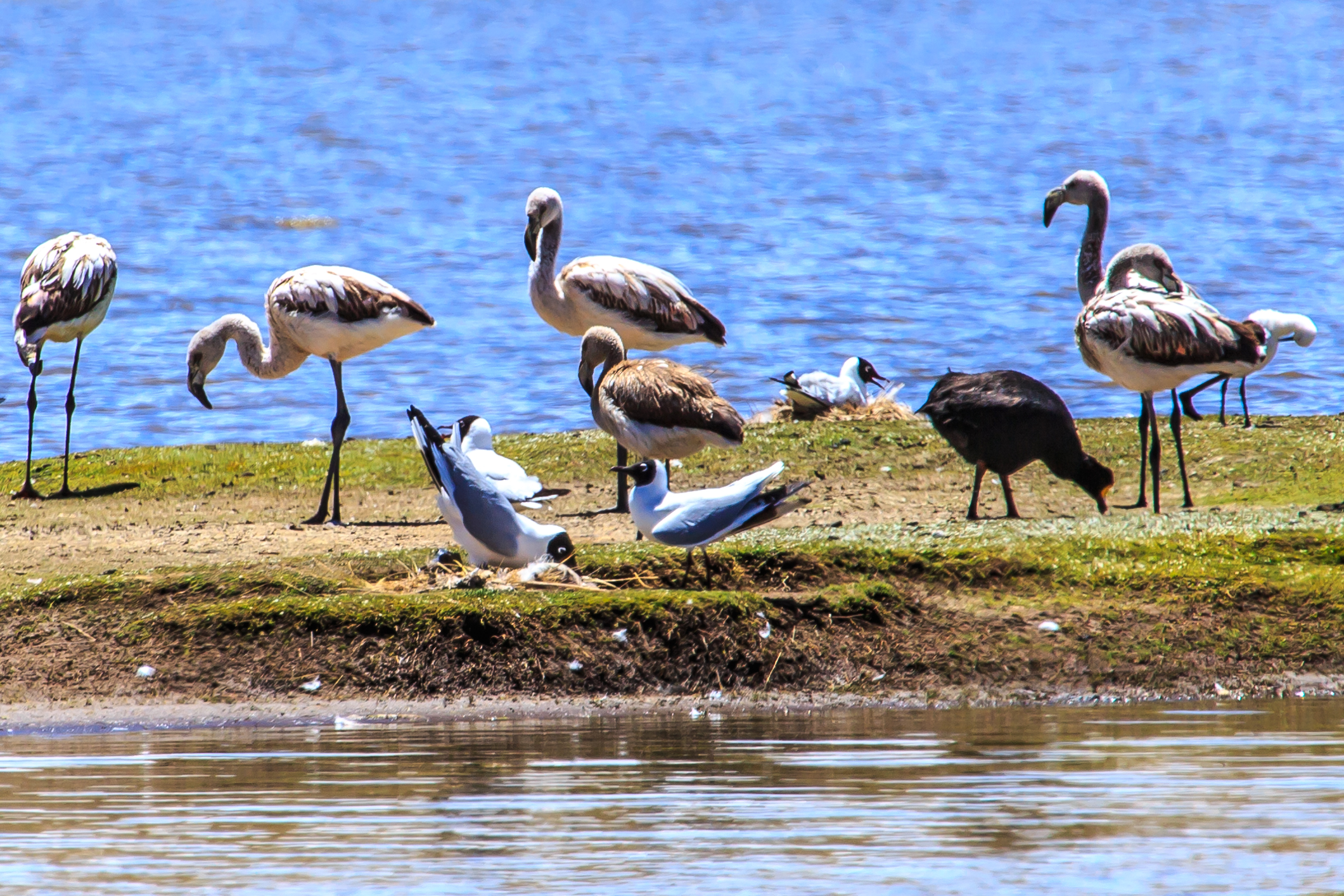
Молодые андские фламинго и другие птицы на острове озера Лагунильяс в Перу

## Взаимоотношение с человеком и охранный статус
Андский фламинго является одним из самых редких представителей семейства. В 1970-х годах Хёльбертом и другими проводились переписи фламинго на северо-востоке Чили и юго-западе Боливии. По оценкам 1970—1980-х годов, численность андского фламинго составляла 50—100 тысяч особей, в некоторых источниках — 150 тысяч, однако эти данные, скорее всего, сильно преувеличены и падение численности в последующие 10—15 лет не было таким драматичным. В Южной Америке регулярно проводятся международные одновременные переписи (англ. International Simultaneous Census, ISC) фламинго как в зимнее, так и в летнее время, а также одновременные переписи сети ареала фламинго (англ. Simultaneous Census of Network Sites, SCN). Летние переписи проводились в 1997, 1998, 2005, 2010 годах, зимние — в 1998, 2000 годах, после чего было принято решение проводить переписи каждые пять лет. Одновременные переписи сети проходили, в частности, в 2007, 2008 и 2009 годах. В 1997 году было отмечено 33 918 птиц (ISC), в 1998 году — 27 813 (ISC), в 2005 — 31 962 (ISC), в 2007 — 28 471 (SCN), в 2008 — 28 812 (SCN), в 2009 — 32 708 (SCN). Таким образом, с переписи 1997 года по перепись 2010 года численность андского фламинго оставалась стабильной.
Перепись 2010 года проходила в январе и феврале и включала 259 различных участков на территории Аргентины, Боливии, Чили и Перу. Во время переписи было отмечено 38 675 особей андского фламинго, которые присутствовали на 60 % всех переписных участков. Половина птиц была обнаружена на пяти водно-болотных угодьях — Салар-де-Сурире в Чили, Лагуна-Колорада в Боливии, Лагура-Вилама, озеро Гуаятайок, Лагуна-Посуэлос в Аргентине. Только 408 особей андского фламинго было отмечено на озере Мар-Чикита в Аргентине, которое было добавлено к переписным участкам при проведении переписи 2010 года. После 2010 года было высказано предложение о совмещении времени летней переписи и переписи сети, а также о проведении ежегодной летней переписи на высокогорных участках, на которых в большом количестве концентрируются фламинго Джеймса и андский фламинго. Шестая международная одновременная перепись фламинго завершилась в феврале 2020 года.
До середины 1980-х годов тысячи яиц андского фламинго ежегодно собирали на продажу. Незаконная торговля продолжает оказывать влияние на численность птиц, так же как и разрушение среды обитания. В Чили гнездовые колонии андского фламинго располагаются на территориях, используемых последние десятилетия для добычи минералов и углеводородов. Размеры выводков в этих регионах существенно сократились с 1980-х годов. Кроме того, на успех гнездовых колоний влияет уровень выпадения осадков и воды в водоёмах.
Международный союз охраны природы относит вид к уязвимым видам (VU). Андский фламинго включён во второе приложение Конвенции о международной торговле видами дикой фауны и флоры, находящимися под угрозой исчезновения и в первое приложение Боннской конвенции по сохранению мигрирующих видов диких животных. Некоторые гнездовые колонии андского фламинго находятся на охраняемых территориях, в частности, в заповедниках Салинас-и-Агуада-Бланка в Перу, Лос-Фламенкос в Чили, Лас-Чинчильяс в Аргентине, Эдуардо Авароа в Боливии, на территории которого находится озеро Лагуна-Колорада, в национальном памятнике Лагуна-Посуэлос в Аргентине.

## Систематика

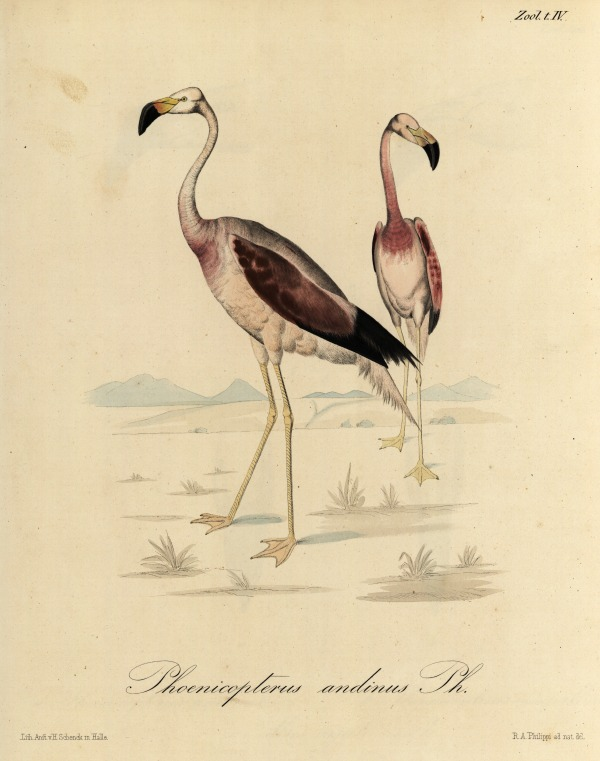
Иллюстрация Филиппи, 1860 год

Андский фламинго был впервые описан немецким зоологом Рудольфом Амандусом Филиппи в 1854 году на солёном озере в регионе Антофагаста в Чили. Названия всех родов фламинго связаны с древнегреческим корнем др.-греч. φοῖνιξ — «багровый». В Древней Греции краснокрылые птицы получили название по имени финикийцев, с которыми греков связывали торговые отношения. Phoenicoparrus может означать новых, обнаруженных недавно птиц или птиц дурного предзнаменования. В 1869 году британский зоолог Джордж Роберт Грей включил описание и иллюстрацию клюва фламинго Джеймса в свою работу по классификации фламинго, но рассматривал его в составе андского фламинго. В 1886 году британский зоолог Филип Склейтер выделил фламинго Джеймса в отдельный вид.
Современные виды семейства фламинговых можно разделить на две группы на основе строения клюва. У птиц рода фламинго (Phoenicopterus) наблюдается примитивное строение. Надклювье у них имеет одинаковую ширину с подклювьем или немного шире его, оставляя небольшое пространство в закрытом состоянии, которое позволяет фильтровать крупные частицы, в частности моллюсков и ракообразных. Представители родов малые фламинго (Phoeniconaias) и короткоклювые фламинго (Phoenicoparrus) имеют более специализированный кормовой аппарат. У них надклювье заметно у́же подклювья и плотно прилегает к нему, что позволяет фильтровать исключительно мелкие частицы, в основном синезелёные и диатомовые водоросли. Различие между двумя последними родами связано с наличием или отсутствием заднего пальца на ногах. Аналогичные выводы о филогенетическом положении андского фламинго были сделаны на основании анализа ДНК. Международный союз орнитологов относит данный вид к короткоклювым фламинго (Phoenicoparrus) и не выделяет подвидов. Некоторые учёные считают разделение по наличию заднего пальца несущественным и полагают Phoeniconaias синонимом Phoenicoparrus. Согласно молекулярным исследованиям Кристофера Торреса (Christopher R. Torres) и соавторов, разделение андского фламинго и фламинго Джеймса произошло 0,5—2,5 млн лет назад.